# Val-du-Maine
Val-du-Maine község Franciaország Loire mente régiójában, Mayenne megyében. Új községként 2017. január 1-jén jött létre Ballée és Épineux-le-Seguin korábbi községek egyesítésével. Az egyesüléskor az új község lélekszáma 960 fő lett. Lakosainak száma 971 fő (2022. január 1.).

## Népesség
| Lakosok száma | 915  | 929  | 942  | 956  | 959  | 967  | 971  |
|               | 2015 | 2017 | 2018 | 2019 | 2020 | 2021 | 2022 |